# Панютин, Фёдор Сергеевич
Фёдор Сергеевич Панютин (10 мая 1790 — 31 мая 1865) — русский генерал от инфантерии, Варшавский военный губернатор, член Государственного Совета.

## Биография
Сын отставного гвардейского прапорщика Сергея Фёдоровича Панютина и Надежды Фёдоровны, урождённой Козловой; дата рождения Панютина точно не известна, вероятнее всего это (по надгробию) 10 мая 1790. Получив первоначальное домашнее воспитание, в 1807 году он был определён в Пажеский корпус, откуда, окончив курс учения в 1809 году, выпущен 12 мая прапорщиком в лейб-гвардии Семёновский полк. Произведённый 1 мая 1811 году в подпоручики, Панютин, вместе с Семёновским полком, участвовал во многих сражениях Отечественной войны 1812 года. В составе 1-й армии участвовал в отступлении от границы и многих аръергардных боях. В Бородинской битве 24 и 25 августа он находился в резерве армии, а в день 26 августа — и в самом сражении; затем он был при Тарутине и Малоярославце. Точно так же он находился и при переходе войск через Неман, участвовал в 1813 году в сражениях при Лютцене, Бауцене, Пирне, Кульме и в Лейпцигской битве (где был контужен ядром в правую ногу), и, наконец, при взятии Парижа 18 марта 1814 года. За все эти сражения он получил орден Св. Анны 3-й степени «За храбрость» (9 мая 1813 г. за отличие при Бауцене), Св. Владимира 4-й степени с бантом (15 сентября 1813) и прусский орден «Pour le Mérite» (за отличие при Кульме) и 23 сентября 1813 года произведён в поручики.
По окончании Заграничных походов Панютин продолжал службу в Семёновском полку до 1820 года, и за это время получил чины штабс-капитана (14 марта 1816), капитана (8 июня 1817) и полковника (15 декабря 1819). 2 ноября 1820 Панютин был переведён после известной истории с полковником Г. Е. Шварцем в Севский пехотный полк, в котором 4 июля 1822 года назначен командиром батальона. 18 сентября 1826 года Панютин получил в командование Рыльский пехотный полк.
Согласно мемуарам С. П. Трубецкого, Панютин был членом тайного общества (вероятно, Союза благоденствия, управа в лейб-гвардии Семёновском полку). По показаниям В. И. Враницкого, состоял в Южном обществе (Васильковская управа, 1825, возможно принят С. И. Муравьёвым-Апостолом). По-видимому, участник заговора декабристов в частях 1-й армии, но в выступлении Черниговского полка участия не принимал. К следствию по делу декабристов не привлекался и наказания не понёс.
Произведённый 29 сентября 1828 года в генерал-майоры, Панютин был назначен командиром 2-й бригады 20-й пехотной дивизии и при возникшей в 1828 году войне с Турцией вместе со всей дивизией направлен был на усиление войск отдельного Кавказского корпуса, действовавшего против Турции со стороны Малой Азии. Панютин участвовал в упорном сражении при Баязете, длившемся 32 часа, и был тяжело ранен пулей в бедро правой ноги. За отменную храбрость, выказанную в этом сражении, он был 19 января 1830 года награждён орденом Св. Георгия 3-го класса № 421
В воздаяние отличия, оказаннаго в войну против турок 1829 года, во время двух дневной обороны крепости Баязета против многочисленнаго корпуса Ванскаго паши, причем был тяжело ранен и после перевязки с помощью людей опять явился в дело и оставался до окончания онаго
Полученная Панютиным рана лишила его возможности участвовать в дальнейших военных действиях Турецкой войны, окончившейся миром 1 октября 1829 года. По заключении мира войска 20-й дивизии возвратились на Кавказскую линию и были направлены главнокомандующим на Кавказе (в то время графом Паскевичем) для покорения неприязненных России народов, населявших Кавказские горы, в особенности на p. Пшебсу, чтобы действовать против шапсугов.
Вспыхнувшее в ноябре 1830 года восстание в Царстве Польском заставило для его усмирения направить русскую армию под начальством фельдмаршала Дибича в пределы Польши. Панютин состоял при нём в это время и, следуя к армии, был взят мятежниками в плен, в котором оставался с 8 июня по 20 августа 1831 года, а затем, вместе с вверенным ему небольшим отрядом (полки Севский пехотный и Лубенский гусарский при 4 орудиях), занимал местечко Петрикау до самого окончания этой войны в 1831 году. За отличие в этом походе награждён знаком «Virtuti militari» 2-й степени.
Командуя после 1-й бригадой 6-й пехотной дивизии (с 16 сентября 1831 г.), а затем 8-й пехотной дивизией (с 15 октября 1834 г.), Панютин стоял в пределах бывшего Царства Польского невдалеке от австрийской границы. 27 октября 1834 года получил орден Св. Анны 1-й степени. Возникшие в Галиции и городе Кракове беспорядки были причиной того, что особый отряд русских войск из Кельца под командой Панютина был направлен в пределы Австрии, занял Краков, а затем, по восстановлении порядка, снова возвратился в пределы Царства Польского. 18 апреля 1834 года произведён в генерал-лейтенанты. 7 сентября 1839 года был удостоен ордена Св. Владимира 2-й степени, а 15 февраля 1846 года получил орден Белого Орла.
В 1848 году вспыхнуло восстание в Венгрии, поставившее Австрию в крайне затруднительное положение. Спасение Вены от гибели, по словам князя Шварценберга (в письме его к Паскевичу), заключалось единственно в немедленном появлении русских войск на правом крыле венгерцев (овладевших уже Коморном на Дунае). Император австрийский, писал Шварценберг, не может сомневаться в намерении своего августейшего союзника, но опасается только, что известие о настоящем положении дел может достигнуть до его величества лишь тогда, когда уже слишком поздно будет помогать такими силами, которых теперь было бы достаточно.
Паскевич, в то время бывший наместником Царства Польского, не замедлил сообщить о том его величеству, а между тем получил от австрийского правительства новые, ещё более настоятельные просьбы о немедленной помощи, так как венгерские войска под начальством Гёргея уже приближались к Вене. Паскевич, не сомневаясь в твердом намерении своего государя оказать помощь Австрии, которой грозила неминуемая гибель, послал, не ожидая особого высочайшего повеления, отдельный отряд из 4-х пехотных и 2-х кавалерийских полков под начальством Панютина на усиление 7-й части австрийской армии, которой угрожала наибольшая опасность от венгерцев.
Панютин немедленно двинулся с дивизией по железной дороге из Кракова к Вене и, доехав на другой день до Градиша (между Ольмюцем и Гёдингом), по просьбе австрийцев остановился (30 апреля 1849 года), а затем двинулся к ним на присоединение, так как в это время венгерские войска занялись осадой Офена, и австрийский главнокомандующий Вельден (вскоре заменённый фельдмаршалом бароном Гайнау) намеревался перейти в наступление. Панютин двинулся через Вартенберг к Диосеку, где находилась австрийская армия, и должен был находиться при главной армии до сближения её с армией Паскевича.
Гергей намеревался разбить австрийцев до соединения их с русскими войсками, но это ему не удалось, так как 8 (20) июня в сражении под Передом русские войска Панютина доставили австрийцам победу, очень для них важную: они были на время обеспечены от нападений венгерцев и могли сосредоточить свои войска на правом берегу Дуная для действия на Рааб и Пешт. Панютин при этом сжег ещё мост через р. Ваг у Недеда. За это блестящее дело он был сделан генерал-адъютантом его величества, австрийский же император наградил его орденом Железной Короны 1-й степени.
Гергей после этого сражения отошёл к Коморну, сильной крепости на p. Дунае, к которой скоро приблизились и австрийские войска. Гайнау, рассчитывая на превосходство своих сил, желал решительного сражения, которое произошло 20 июня (2 июля) и было сначала неблагоприятно для австрийцев, но Панютин быстро, двинувшись им на помощь, своими удачными распоряжениями во время самого боя, доставил возможность нанести поражение венгерцам, которые отступили и заперлись в крепости. Их предводитель Гергей был ранен саблей в голову, а командование венгерскими войсками принял Клапка.
После этого Гайнау через Офен и Пешт двинул свои войска на левый берег Дуная, чтобы идти к нижней Тисе и действовать против венгерского ополчения. При этом произошло сражение при Темешваре, в котором Панютин опять оказал большую услугу тем, что, своевременно заняв важное место Бешеново, дал возможность австрийцам нанести венгерцам поражение, после которого их южная армия перестала существовать. Панютин за участие и распорядительность в этом деле был 22 августа 1849 года награждён орденом Св. Александра Невского. Австрийцы же в реляции об этом сражении совершенно умолчали о том участии, которое выпало в нём на его долю, однако всё-таки дали ему рыцарскую степень военного ордена Марии Терезии.
Тем временем армия Гергея сдалась Паскевичу, и Панютин получил приказание присоединиться с вверенными ему войсками к главной русской армии, чем и закончилась эта двухмесячная кампания, после которой Панютин возвратился в пределы отечества и был назначен 11 августа 1849 года командиром 2-го пехотного корпуса. 6 декабря 1851 года произведён в генералы от инфантерии. 28 мая 1851 года получил алмазные знаки к ордену Св. Александра Невского.
В наступившую Крымскую войну при формировании в 1855 году в Юго-Западном крае Средней армии, Панютин был назначен командующим оною, но не имел случая принять действительного участия в борьбе нашей с англо-французскими войсками: вверенная ему армия имела назначением, кроме охранения края, служить главным резервом для войск наших, действовавших и на Дунае, и под Севастополем. За распорядительность и сформирование необходимых подкреплений Панютин пожалован был 26 августа 1856 года орденом Св. Владимира 1-й степени, а при расформировании этой армии после заключения Парижского мира был назначен Варшавским военным губернатором и, вместе с тем, присутствующим в Варшавских Департаментах Сената.
С 26 сентября 1858 года Панютин состоял шефом Алексопольского пехотного полка и с 1859 года числился в списках лейб-гвардии Семёновского полка.
Позднее, 23 апреля 1861 года, Панютин был назначен членом Государственного совета. Расстроенное его здоровье заставило его в 1865 года просить об увольнении в отпуск за границу, но, получив 10 мая 1865 года на это разрешение, он вскоре же скончался — 31 мая (12 июня) 1865 года. Похоронен в Вильно в Церкви Преподобной Евфросинии.

## Воинские чины
- Прапорщик гвардии (12.05.1809)[7]
- Подпоручик гвардии (01.05.1811)
- Поручик гвардии (23.09.1813)
- Штабс-капитан (14.03.1816)
- Капитан (08.06.1817)
- Полковник (15.12.1819)
- Генерал-майор (29.08.1828)
- Генерал-лейтенант (18.04.1837)
- Генерал-адъютант за отличие при штурме с. Перед (15.06.1849)
- Генерал от инфантерии (06.12.1851)

## Награды
российские:
- Орден Святой Анны 3-й ст. (09.05.1813)
- Орден Святого Владимира 4-й ст. с бантом (15.09.1813)
- Орден Святого Георгия 3-й ст. за оборону крепости Баязет (19.01.1830)
- Польский знак отличия «За военное достоинство» 2-й ст. за отличие в подавлении польского мятежа (1831)
- Орден Святой Анны 1-й ст. за отлично-усердную службу и «в особенности за примерное исполнение» обязанностей члена Верховного уголовного суда в Варшаве (27.10.1834)
- Орден Святого Владимира 2-й ст. с бантом (07.09.1839)
- Табакерка с вензелем Имени Его Величества (1840)
- Орден Белого Орла за подавление Краковского мятежа (15.02.1846)
- Табакерка с портретом Его Величества императора Николая I за подавление Краковского мятежа (1846)
- Орден Святого Александра Невского за Венгерский поход (22.08.1849)
- Алмазные знаки к Ордену Святого Александра Невского (28.05.1851)
- Орден Святого Владимира 1-й ст. с мечами (1856)
- Знак отличия «За XL лет беспорочной службы» (1857)

иностранные:
- Прусский Орден «Pour le Mérite» за отличие при Кульме (1813)
- Прусский Кульмский крест (1813)
- Австрийский Орден Железной короны 1-й ст. за отличие при штурме с. Перед (1849)
- Австрийский Военный орден Марии Терезии 3-й ст. (1849)
- Нидерландский Военный орден Вильгельма 3-й ст. (1849)
- Табакерка с портретом Его Величества императора австрийского Франца-Иосифа I, украшенная бриллиантами (1850)
- Австрийский Орден Леопольда, большой крест (1850)
- Прусский Орден Красного орла 1-й ст. (1851)
- Бриллиантовые знаки к прусскому Ордену Красного орла (1858)
- Прусский Орден Чёрного орла (1860)
- Австрийский Орден Святого Стефана, большой крест (1860)[9]
- Корона к прусскому Ордену «Pour le Mérite» (1864)

## Семья
Фёдор Сергеевич Панютин был женат на Надежде Евграфовне Мерлиной. Их дети:
- Сергей (?—?)
- Любовь (1821—1885)
- Степан (1822—1885) — Виленский губернатор
- Павел (1824—?)
- Николай (1825—?)
- Александра (1829—?)
- Всеволод (1833—1895) — генерал-лейтенант
- Александр (1834—1870)